# William Walter Montagu-Douglas-Scott
Lord William Walter Montagu-Douglas-Scott (ur. 17 stycznia 1896 w Londynie, zm. 30 stycznia 1958), drugi syn Johna Montagu-Douglasa-Scotta, 7. księcia Buccleuch, i lady Margaret Bridgeman, córki 4. hrabiego Bradford.

## Życiorys
Wykształcenie odebrał w Eton College i Royal Military College w Sandhurst. Walczył podczas I wojny światowej w szeregach 10 pułku królewskich huzarów (10th Royal Hussars). Dosłużył się rangi porucznika w 1915 r. W 1918 r. został odznaczony Military Cross, a wkrótce później awansowany na kapitana. W latach 1925–1926 był adiutantem gubernatora generalnego Kanady. Od 1935 do 1950 r. był członkiem Izby Gmin jako reprezentant okręgu Roxburgh and Selkirk z ramienia Partii Konserwatywnej. Walczył również podczas II wojny światowej na froncie włoskim. Otrzymał awans na podpułkownika i został wymieniony w rozkazie dziennym.

## Życie prywatne
27 kwietnia 1937 w Westminsterze, William poślubił lady Rachel Douglas-Home (10 kwietnia 1910 – 4 kwietnia 1996), córkę Charlesa Douglasa-Home’a, 13. hrabiego Home, i lady Lillian Lambton, córkę 4. hrabiego Durham. William i Rachel mieli razem syna i cztery córki:
- Margaret Elisabeth Montagu-Douglas-Scott (ur. 19 kwietnia 1938)
- Frances Henrietta Montagu-Douglas-Scott (3 sierpnia 1940 – 21 sierpnia 2000), żona Philipa Gurdona, 3. barona Cranworth i ma dzieci
- Rosemary Alice Montagu-Douglas-Scott (ur. 3 sierpnia 1940), żona Marka Collinsa i ma dzieci
- Jean Louise Montagu-Douglas-Scott (ur. 6 czerwca 1943), żona Georga'a Tapps-Gervis-Meyricka, 7. baroneta i ma dzieci
- Walter William Montagu-Douglas-Scott (ur. 24 czerwca 1946), ożenił się w 1991 r. z Teresą Urbaniak, nie ma dzieci